# 第一次サウード王国

第一次サウード王国
ワッハーブ王国
الدولة السعودية الأولى

第一次サウード王国の版図の変遷

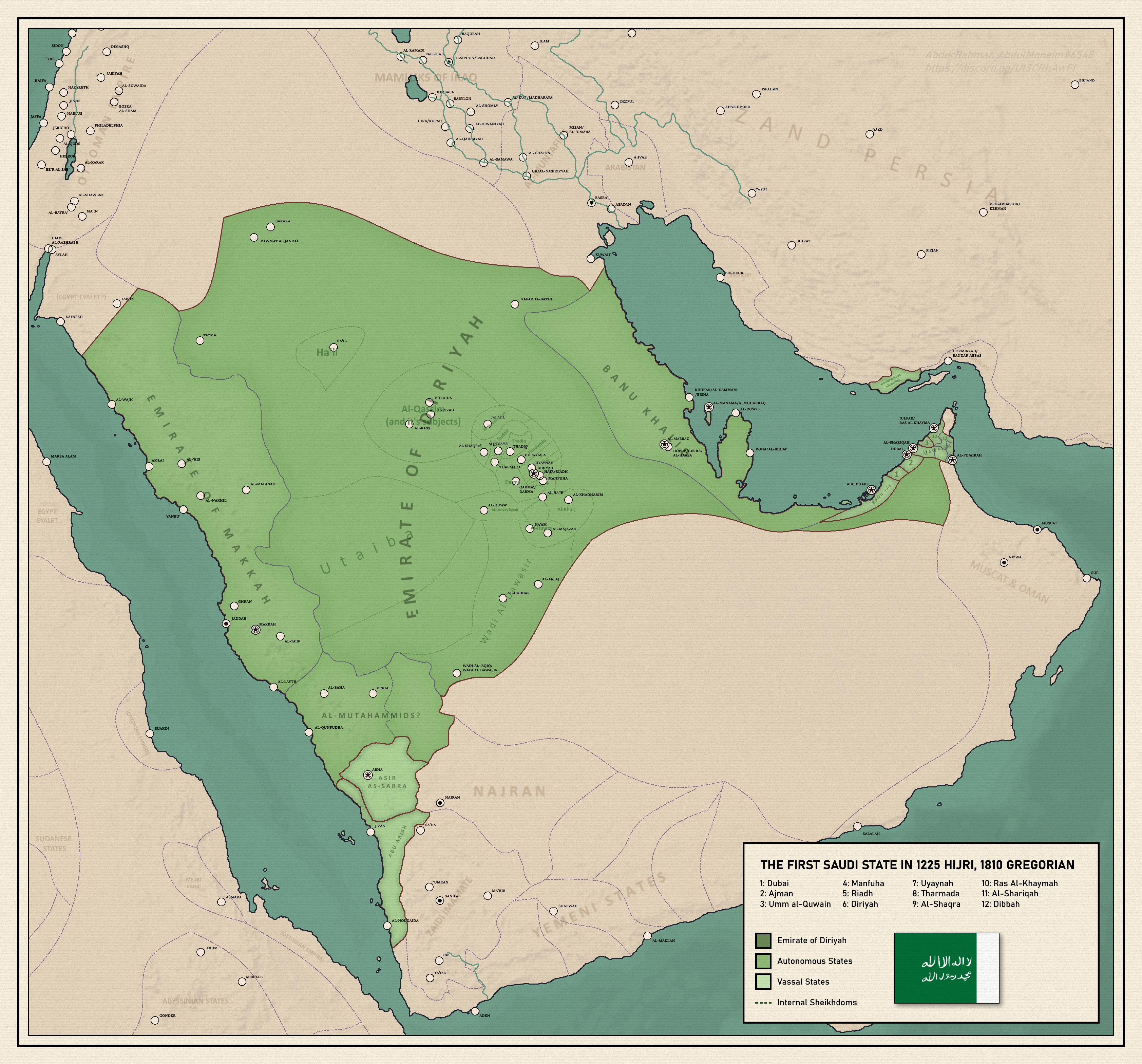
ディルイーヤ首長国の最大面積

第一次サウード王国（アラビア語表記でالدولة السعودية الأولى）は、1744年(ヒジュラ暦1157年)にアラビア半島に建設された王国である。イスラム教スンナ派系の分派であるワッハーブ派の宣教師ムハンマド・イブン＝アブドゥルワッハーブとナジュドの豪族出身であるムハンマド・イブン＝サウードが、アラビア半島諸国の結束とオスマン帝国による支配からの自立を目指して、社会的・宗教的改革運動を起こすための同盟を結んだときに建国された。 1744年に、両者はこの目的を達することを誓約した。

ムハンマド・イブン＝サウードの息子 アブドゥルアジズ・ビン＝ムハンマドと、ムハンマド・イブン＝アブドゥルワッハーブの娘の結婚により、両家の盟約は強固なものとなり、それは世紀をまたいで現在でも続いている関係である。
主君はワッハーブ派イマームを兼ねる。王国の性格からワッハーブ王国ということもある。
また地名からディルイーヤ首長国(Emirate of Diriyah)とも呼ばれる。

## 歴史
サウード家とその同盟者たちの王国の版図は、初めはナジュドに限定されていたが、そこから東に影響力を伸ばして現在のクウェートからオマーンの国境にまで及んだ。さらに、ムハンマド・イブン＝アブドゥルワッハーブが各地の人々や学者たちに向けてジハードに加わるよう手紙を書いて呼びかけた中で、アスィールの高地が服属した。さらに多くの軍事作戦の末に、ムハンマド・イブン＝サウードは1795年に死没し、息子のアブドゥルアジズ・ビン＝ムハンマドが跡を継いだ。
さらに北にはイラクやシリアの国境近くまで広がり、1801年にシーア派の聖地であるカルバラーおよびナジャフを陥落させたことで頂点に達した。ここで彼らは聖人アリー・イブン・アビー＝ターリブの墓所などシーア派の多数の聖地を破壊し、シーア派住民を虐殺した。
1802年、王国の軍隊はヒジャーズ地方に進出を開始したが、報復として1803年にアブドゥルアジズはシーア派の若者によって暗殺された。
ムハンマド・イブン＝アブドゥルワッハーブは1792年に死没したが、その11年後の1803年に、アブドゥルアジズ・ビン＝ムハンマドの息子、サウード・ビン＝アブドゥルアジズ・ビン＝ムハンマド・ビン＝サウードがヒジャーズへ軍を送り支配下に置いた。最初にターイフを占領し、次にイスラームの2大聖地であるメッカとマディーナを陥落させた。両聖地の陥落は1517年以来、聖地の守護者を自認していたオスマン帝国に衝撃を与えた。また、イスラム原理主義であり聖者崇拝などを認めないワッハーブ派により、聖地メッカにおいて多数の廟が破壊されたため、それ以外の宗派から反感をもたれることになる。

### オスマン・サウジ戦争
オスマン帝国は、エジプト総督ムハンマド・アリーにサウード家の王国を滅ぼす攻撃命令を下した。ムハンマド・アリーは軍隊を率いて海路からヒジャース地方に殺到し（en:Battle of Yanbu、en:Battle of Al-Safra、en:Battle of Medina (1812)、en:Battle of Jeddah (1813)、en:Ottoman return of Mecca 1813）、1813年1月には聖地メッカの奪還に成功した。
1817年、ムハンマド・アリーの息子イブラーヒーム・パシャは、軍隊をナジュドへの中心部へ進め、次々と町を占領した（en:Nejd Expedition）。1818年4月、首都ディルイーヤを包囲した。首都でのディルイーヤ攻囲戦は数ヶ月に及んだが、9月18日にエジプト軍の勝利に終わり、サウード家とワッハーブ運動を展開した主要メンバーは、エジプトやあるいはオスマン帝国の首都イスタンブールへ連行された。ディルイーヤは徹底的に破壊されたため、現在は王国が存在した当時の面影は存在しない。最後のイマーム、アブドゥッラー・ビン・サウードは、後にイスタンブールで処刑され、その首はボスポラス海峡に捨てられた。

## 影響
こうして第一次サウード王国は滅亡したが、ワッハーブ運動の火種はアラビア半島に残った。サウード家の生き残りとともにリヤドに本拠地を移し、第二次サウード王国を建設、1824年から1891年まで存続した。
第二次サウード王国の滅亡後は生き残ったイブン・サウード王子が再び王国を再建し、1931年に国王に即位し、現在のサウジアラビアとなっている。このため、サウジアラビアは第三次サウード王国と見ることもできる。

## 君主一覧

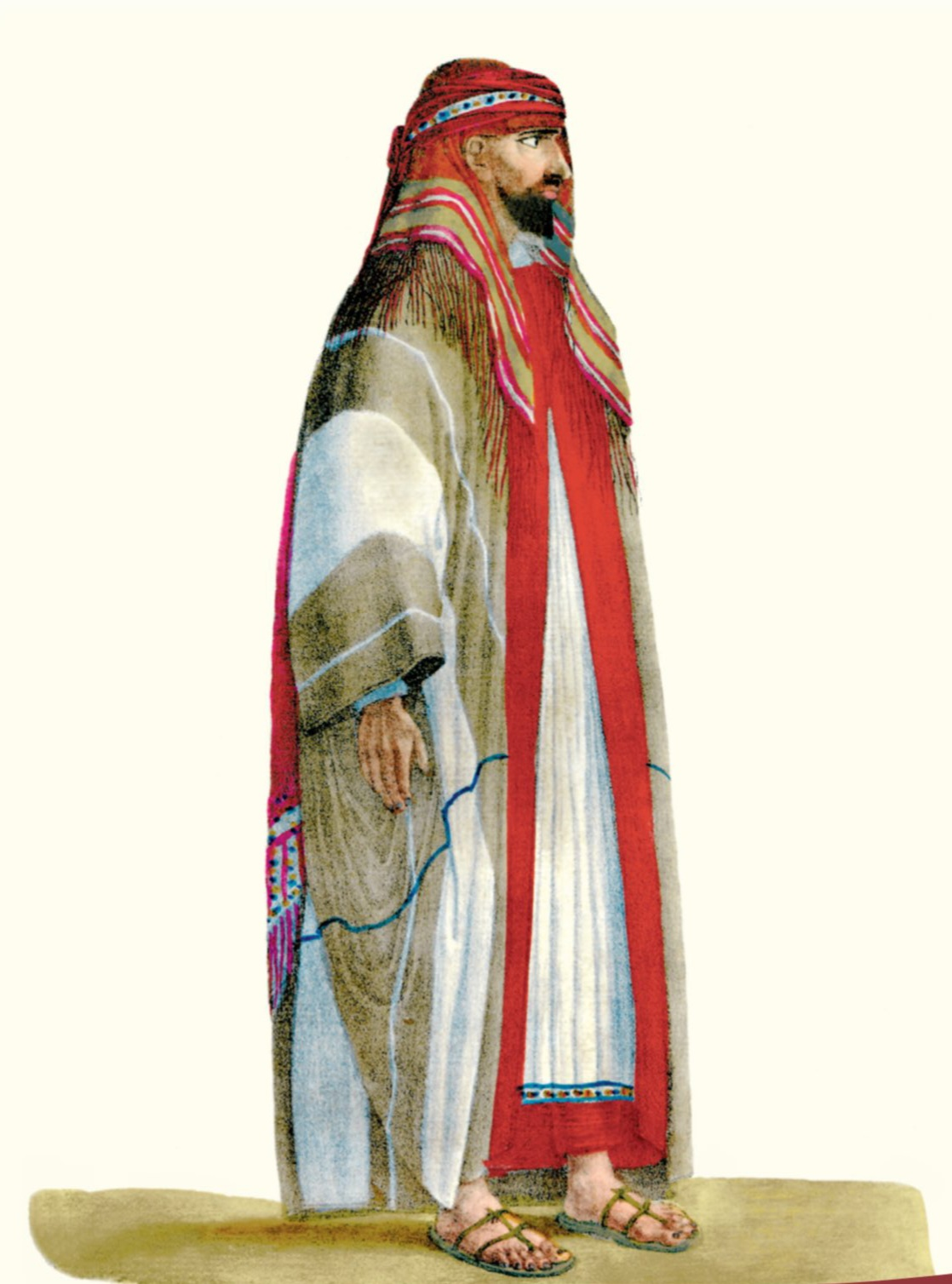
アブドゥッラー・ビン・サウード

- ムハンマド・イブン＝サウード(初代) 1726–1744 (ディルイーヤ首長), 1744–1765 (ナジュド首長)
- アブドゥルアジズ・ビン＝ムハンマド（英語版） 1765–1803 (ヒジュラ暦 1179–1218)
- サウード・ビン＝アブドゥルアジズ・ビン＝ムハンマド・ビン＝サウード（英語版） (Saud Al Kabeer) 1803–1814 (ヒジュラ暦 1218–1233)
- アブドゥッラー・ビン・サウード（英語版） 1814–1818.